# Meredith Eaton
Meredith Hope Eaton (Long Island (New York), 26 augustus 1974) is een Amerikaans actrice.

## Biografie
Eaton heeft gestudeerd aan de Hofstra-universiteit in Hempstead (New York) waar zij in 1996 haar diploma haalde in theaterwetenschap. In 2007 werd zij door de universiteit uitgeroepen als alumnus van de maand. Na haar studie ging zij verder studeren aan de Adelphi University in Garden City (New York) (Nassau County) waar zij haar master haalde in klinische psychologie. Later verklaarde Eaton dat zij door deze studie zich beter kon inleven in de karakters die zij speelde als actrice.
Eaton was van 2001 tot en met 5 december 2006, datum van zijn dood, getrouwd. Vanaf 2008 is zij opnieuw getrouwd, het paar heeft een kind.

## Filmografie

### Films
- 2014 Veronica Mars - als receptioniste
- 2014 Turks & Caicos – als Clare Clovis
- 2013 Paranoia – als Rebecca
- 2013 The Ones – als Kendra
- 2012 Fun Size – als stem
- 2011 Paranormal Activity 3 – als vrouw
- 2009 Balls Out: Gary the Tennis Coach – als Mrs. Tuttle
- 2003 Mr. Ambassador – als Melody
- 2002 Unconditional Love – als Maudey Beasley

### Televisieseries
Uitgezonderd eenmalige gastrollen.
- 2017 - 2021 MacGyver - als Matty Webber - 82 afl.
- 2015 Battle Creek - als Meredith Oberling - 7 afl.
- 2009 – 2022 NCIS – als Carol Wilson – 5 afl.
- 2006 – 2008 Boston Legal – als Bethany Horowitz – 18 afl.
- 2001 – 2002 Family Law – als Emily Resnick – 14 afl.

- Library of Congress Control Number: no2012142931
- Virtual International Authority File: 283062508
- WorldCat: E39PBJx8yBGFqxgbmCkvmp4Qbd